# 反射地震

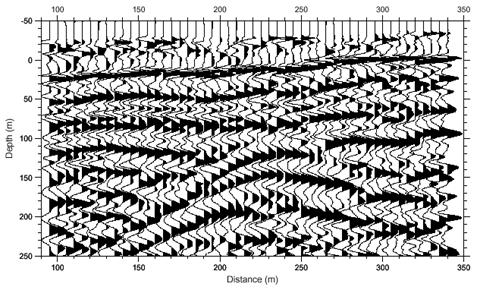
反射地震記錄圖

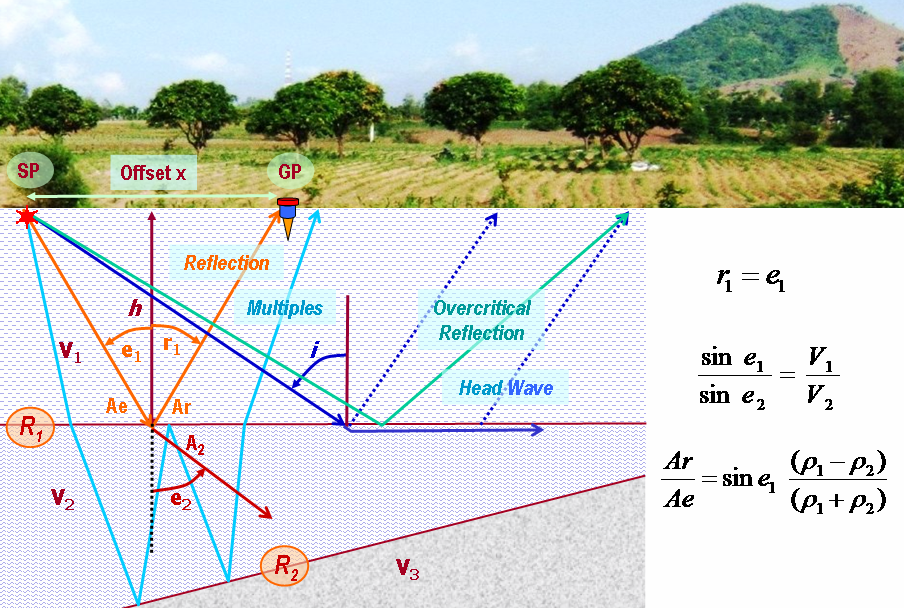
反射地震大綱

反射地震（或地震反射）（英語：Reflection Seismology）是一種地球物理的探索方法，它使用地震學原理從反射地震波中估算地球地下的特性。 該方法需要可控的地震能源，例如炸藥或ToVex Blast，特殊氣槍或地震振動器。反射地震類似於聲納和迴聲定位。

## 簡介
地震波是一種機械的擾動，根據介質的聲學阻抗而定的速度，在地球中傳播。 聲音（或地震）阻抗Z由下列方程式而定：
{\displaystyle Z=v\rho \ },
其中v是地震波速度和ρ（希臘rho）是岩石的密度。
當地震波穿過地球時，遇到具有不同聲阻抗的兩種介質之間的界面時，一些波能將被界面反射，而有些波會通過界面而折射。在最基本的情況下，反射地震測量的技術包括產生地震波的震源和地震波接收器，測量地震波從震源，進過界面的反射，達到地面接收器
的傳播時間。接收器為在地面上一系列的檢波器或水中的水下聽音器。 根據地震波從震源到各種接收器的傳播時間以及地震波的速度，地球物理學家即可重建地震波的路徑，以建立地下的構造圖像。
與其他地球物理方法相同，反射地震學可被視為一種逆向問題。也就是說，通過實驗收集的一組數據以及適用於實驗的物理定律，實驗者希望開發研究的該實驗的抽像模型。在反射地震學的情況下，實驗數據是反射地震的記錄圖，所需的結果是地殼的結構和物理特性的模型。與其他類型的逆向問題相同，從反射地震學獲得的結果通常不是唯一的（一種超過一個模型非常適合數據），並且可能對數據收集，處理或分析中相對較小的錯誤敏感。由於這些原因，在解釋反射地震調查的結果時必須格外小心。

## 反射實驗
地震反射的一般原理是將彈性波（使用炸藥爆炸或振動震源等能源）發送到地球，其中地球內的每一層都將部分波的能量反射回來，並讓其餘部分折射通過。這些反射的能量波由接收器記錄，這些接收器檢測反射波在的地面的運動。在陸地上，使用的典型接收器是一種稱為地震檢波器的小型便攜式儀器，它將地面運動轉換為模擬電子信號。在水中，使用水聽器，將壓力變化轉換為電子信號。每個接收器對單次地震波的激發所收到的信號被稱為“地震记录道”，然後被記錄到數據存儲設備上，然後沿著震源位置的移動並重複該過程。通常，記錄的信號要經過大量的信號處理，這是工業界和學術界積極研究的重要領域。一般來說，研究區域的地質越複雜，消除噪聲和提高分辨率所需的技術就越複雜。現代地震反射調查包含大量數據，因此需要大量計算機處理，通常在超級計算機或計算機集群上執行。

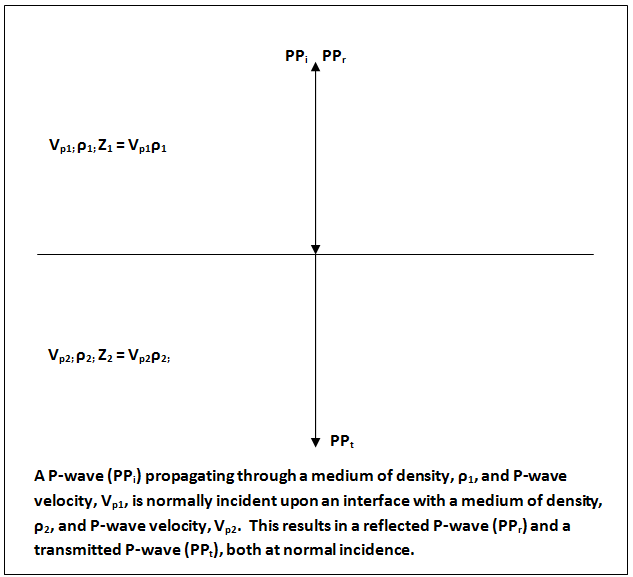
P波在垂直入射的界面上反射

法向入射的反射和透射

### P波在垂直入射的界面上反射
當地震波遇到聲阻抗不同的兩種介質之間的邊界時，波中的一部分能量會在邊界處反射，而一部分能量會通過邊界傳播。反射波的振幅是通過將入射波的振幅乘以地震反射係數來預測的，地震反射係數由兩種介質之間的阻抗對比決定。
對於以垂直入射（正面）撞擊邊界的波，反射係數的表達式很簡單
```
:

  

    

      

        
R

        
=

        

          

            

              

                
Z

                

                  
2

                

              

              
−

              

                
Z

                

                  
1

                

              

            

            

              

                
Z

                

                  
2

                

              

              
+

              

                
Z

                

                  
1

                

              

            

          

        

      

    

    
{\displaystyle R={\frac {Z_{2}-Z_{1}}{Z_{2}+Z_{1}}}}

  

,
```

其中{\displaystyle Z_{1}}和{\displaystyle Z_{2}} 分別是第一和第二介質的阻抗。同樣，入射波的幅度乘以傳輸係數，以預測通過邊界傳輸的波的幅度。法向入射透射係數的公式為
```
:

  

    

      

        
T

        
=

        
1

        
+

        
R

        
=

        

          

            

              
2

              

                
Z

                

                  
2

                

              

            

            

              
(

              

                
Z

                

                  
2

                

              

              
+

              

                
Z

                

                  
1

                

              

              
)

            

          

        

      

    

    
{\displaystyle T=1+R={\frac {2Z_{2}}{(Z_{2}+Z_{1})}}}

  

.
```

由於反射波和透射波的能量之和必須等於入射波的能量，所以很容易證明
{\displaystyle {\frac {R^{2}}{Z_{1}}}+{\frac {T^{2}}{Z_{2}}}={\frac {Z_{2}(Z_{2}-Z_{1})^{2}+4Z_{1}Z_{2}^{2}}{Z_{1}Z_{2}(Z_{1}+Z_{2})^{2}}}={\frac {1}{Z_{1}}}}.
通過觀察反射強度的變化，地震學家可以推斷出地震阻抗的變化。反過來，他們利用這些信息通過地震反演來推斷界面處岩石特性的變化，例如密度和波速。

### 非垂直入射的反射和傳播

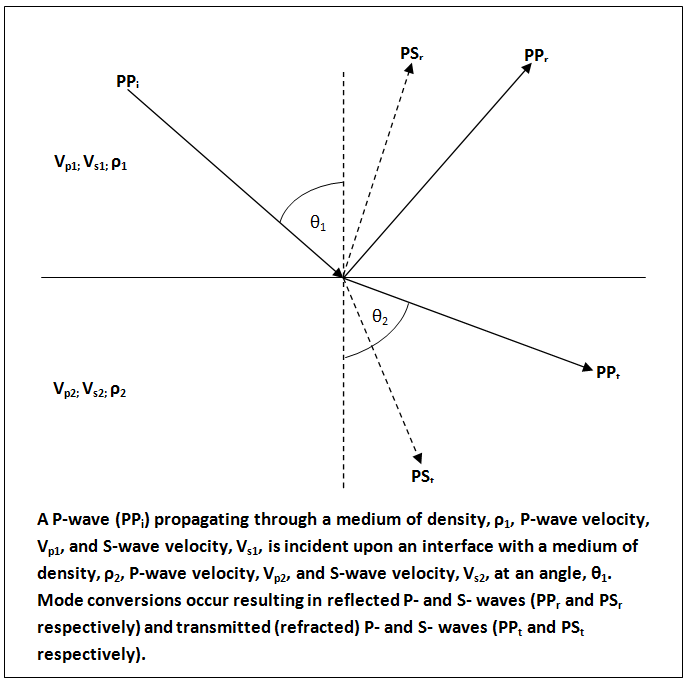
圖表顯當 P 波以非垂直入射的方式從界面反射時發生的模式轉換

當入射波以非垂直入射到界面時，會產生P波和S波之間的模式轉換，此情況變得更加複雜，並且由
Zoeppritz方程描述。 1919年，Karl Zoeppritz得出了4個方程，這些方程式導出反射和折射波的幅度是入射角和六個獨立的彈性參數的函數。[8]這些方程式可解出4個未知數，但這些方程式不包含對岩石特性的因素而。
反射和傳輸係數隨著入射角而變化，亦控制反射波的幅度。根據此類變化可用於獲取有關岩石的流體含量的信息。振幅随偏移距的变化（AVO）就是應用此理論的近似演算加以計算機處理的技術。 AVO方法試圖預測潛在儲層的流體含量（石油，氣或水），以降低鑽探風險並鑑定新的石油儲層。最常用的三項簡化Zoeppritz方程的是在1985年開發的，被稱為“ Shuey方程”。用2項簡化Zoeppritz方程則稱為“ Shuey近似演算”，這種方法對於小於30度的入射角有效，其簡化方程如下：
```
:

  

    

      

        
R

        
(

        
θ

        
)

        
=

        
R

        
(

        
0

        
)

        
+

        
G

        

          
sin

          

            
2

          

        

        
⁡

        
θ

      

    

    
{\displaystyle R(\theta )=R(0)+G\sin ^{2}\theta }

  

```

其中{\displaystyle R(0)} =法綫反射係數（炮檢距為0
）；{\displaystyle G} = AVO梯度，代表反射和入射角的關係。{\displaystyle (\theta )} =入射角。
反射地震的解釋
地震波從邊界進行反射到達地表所需的時間，稱為传播时间。如果已知岩石中的地震波速度，則可以使用传播时间來估計反射面的深度。對於簡單的垂直行駛地震波，從表面到反射面和回返的传播时间稱為雙向時間（TWT），其公式如下
```
:

  

    

      

        
t

        
=

        
2

        

          

            
d

            
V

          

        

      

    

    
{\displaystyle t=2{\frac {d}{V}}}

  

,
```

{\displaystyle d}反射面的深度，{\displaystyle V}是岩石的波速。

### 解釋
地震波從邊界進行反射到達地表所需的時間，稱為传播时间。如果已知岩石中的地震波速度，則可以使用传播时间來估計反射面的深度。對於簡單的垂直行駛地震波，從表面到反射面和回返的传播时间稱為雙向時間（TWT），其公式如下
```
:

  

    

      

        
t

        
=

        
2

        

          

            
d

            
V

          

        

      

    

    
{\displaystyle t=2{\frac {d}{V}}}

  

,
```

{\displaystyle d}反射面的深度，{\displaystyle V}是岩石的波速。
在反射地震記錄上一系列相關的反射波通常稱為反射面。地震學家可以根據反射面創建地質結構。大型調查的解釋通常使用高端的三維計算機圖形的程序進行解釋

## 地震波的噪音來源

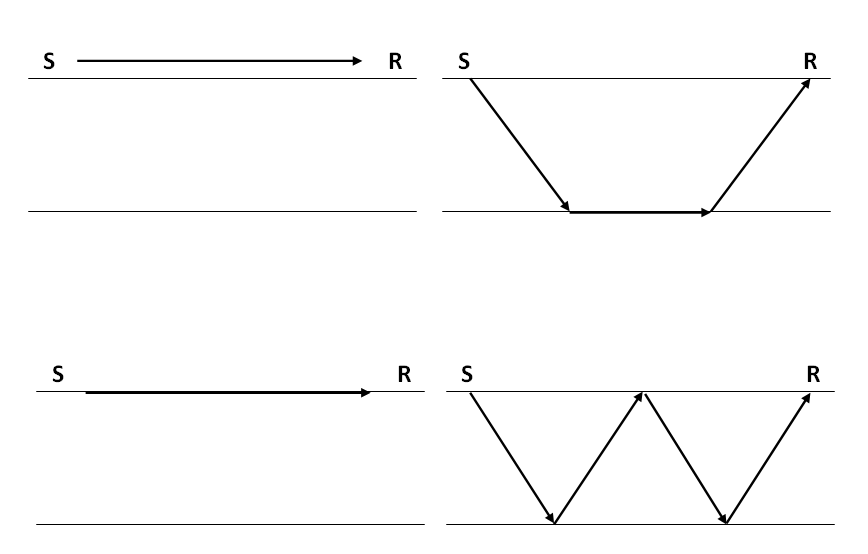
地震記錄上的噪聲源。左上：空氣波；右上：頭波；左下角：表面波；右下角：多次波

除了地下界面的反射波外，接收器還檢測到許多其他不需要的地震波。

### 空氣波
空氣波是相干噪聲的一個例子。它很容易辨認，因為它速度是 330 m/s，即空氣中的聲速。

### 地滾波/瑞利波/肖爾特波/表面波
瑞利波通常沿固體的自由表面傳播，但與岩石相比，空氣的彈性常數和密度非常低，因此地球表面近似為自由表面。地震記錄中經常出現低速、低頻和高振幅的瑞利波，並且會模糊信號，從而降低整體數據質量。它們在業內被稱為“地滾”，是相干噪聲的一個例子，可以通過精心設計的地震勘測來衰減。Scholte 波類似於地滾波，但發生在海底（流體/固體界面），它也會掩蓋海洋地震記錄中的深層反射。這些波的速度隨波長而變化，因此它們被認為是擴散性的，並且波列的形狀隨距離而變化。

#### 多次反射
地震記錄上，一個反射界面發生不止一次的反射稱為多次反射。多次反射波倍數可以是短路徑（peg-leg）或長路徑，這取決於它們是否會干擾初級主要反射波。
在海洋地震數據中很常有來自水體底部和氣水界面的多次波，這些多次波可通過地震處理進行抑制。

#### 文化噪音
文化噪聲包括來自天氣影響、飛機、直升機、電塔和船舶（在海洋調查的情況下）的噪聲，所有這些都可以被接收器檢測到。

#### 電磁噪音
在城市環境（即高壓線）中電磁噪音
幾乎不可避免的。在這樣的環境中，一些特殊的傳感器如微機電系統 (MEM) 被用來減少這些干擾 。 

## 2D 與 3D
最初的地震反射方法屬二維垂直剖面採集，現在稱為二維數據。這種方法適用於地質結構相對簡單且傾角較低的地區。然而，在結構更複雜的區域，由於非垂直面下的反射和其他噪音，2D 技術無法正確對地下構造成像。由於測線與測線之間缺乏分辨率，空間混疊也是 2D 數據的一個問題。從 1960 年代的初步實驗開始，地震技術探索了全三維採集和處理的可能性。在 1970 年代後期，獲得了第一個大型 3D 數據集，到 1980 年代和 1990 年代，這種方法被廣泛使用。

## 應用
反射地震學被廣泛應用於許多領域，其應用根據研究深度可分為三組：
• 近地表應用——旨在了解深達約 1 公里的地質情況的應用，通常用於工程和環境調查，以及煤炭和礦產勘探。最近開發的地震反射應用是地熱能調查，在這種情況下調查深度可達 2 公里 。 
• 碳氫化合物勘探——碳氫化合物工業使用它來提供地下10 公里深度的聲阻抗對比的高分辨率圖。這可以與地震屬性分析和其他勘探地球物理工具相結合，用於建立地質模型。
• 礦產勘探——近地表（<300 m）礦產勘探的傳統方法一直是採用地質露頭調查、地球化學分析以及使用空中和地球势场方法，特別是對於未開發地區的勘探
，近幾十年來，反射地震已成為在硬岩環境中進行勘探的有效方法。
• 地殼研究——調查地殼的結構和起源，直至莫霍面不連續面及更遠的地方，深度可達 100 公里。
透地雷達是一種類似於反射地震學的方法，但是使用的是電磁波。